# 丛生瓦韦
丛生瓦韦（学名：Lepisorm cespitosus），为水龙骨科瓦韦属下的一个植物种。